# Gustavo Kuerten
Gustavo Kuerten (phát âm tiếng Bồ Đào Nha: [ɡusˈtavu ˈkiɾtẽ]; sinh ngày 10 tháng 9 năm 1976) là cựu tay vợt số 1 thế giới người Brasil sinh tại Florianópolis, Santa Catarina. Anh từng giành 3 danh hiệu Pháp Mở rộng vào các năm 1997, 2000, 2001 và danh hiệu Tennis Masters Cup năm 2000. Sau 12 năm thi đấu quốc tế, anh giải nghệ khi đang ở vị trí cao trong bảng xếp hạng ATP vào tháng 5 năm 2008.

## Phong cách chơi
Kuerten áp dụng lối chơi đánh từ vạch cuối sân, với những cú đánh topspin chạm đất nặng và một cú giao bóng chắc chắn giúp anh có thể hạ gục đối thủ từ cuối sân. Tuy nhiên, Kuerten nhấn mạnh lối chơi tấn công từ vạch cuối sân trái ngược với lối chơi phòng thủ cơ bản truyền thống được các chuyên gia sân đất nện cổ điển ưa chuộng và không giống như họ, cú giao bóng đầu tiên là vũ khí lớn nhất của anh. Anh là tay vợt thuận tay phải với trái tay một tay sử dụng cách cầm vợt phương Tây. Cú trái tay vòng cung được thực hiện với độ xoáy là cú đánh đặc trưng của anh ấy. Anh là một trong những người áp dụng sớm nhất việc chơi với dây polyester, loại dây cho phép anh ấy xoay người có nhịp độ và đồng thời tạo ra độ xoáy cần thiết để kiểm soát bóng.

## Các trận chung kết quan trọng

### Chung kết Grand Slam

#### Đơn: 3 (3 danh hiệu)
| Kết quả | Năm  | Giải đấu        | Mặt sân | Đối thủ        | Tỷ số                   |
| ------- | ---- | --------------- | ------- | -------------- | ----------------------- |
| Vô địch | 1997 | French Open     | Đất nện | Sergi Bruguera | 6–3, 6–4, 6–2           |
| Vô địch | 2000 | French Open (2) | Đất nện | Magnus Norman  | 6–2, 6–3, 2–6, 7–6(8–6) |
| Vô địch | 2001 | French Open (3) | Đất nện | Àlex Corretja  | 6–7(3–7), 7–5, 6–2, 6–0 |

### Chung kết Masters Cup

#### Đơn: 1 (1 danh hiệu)
| Kết quả | Năm  | Giải đấu                               | Mặt sân  | Đối thủ      | Tỷ số         |
| ------- | ---- | -------------------------------------- | -------- | ------------ | ------------- |
| Vô địch | 2000 | Tennis Masters Cup, Lisbon, Bồ Đào Nha | Cứng (i) | Andre Agassi | 6–4, 6–4, 6–4 |

### Chung kết Masters Series

#### Đơn: 10 (5 danh hiệu, 5 á quân)
| Kết quả | Năm  | Giải đấu                | Mặt sân | Đối thủ             | Tỷ số                              |
| ------- | ---- | ----------------------- | ------- | ------------------- | ---------------------------------- |
| Á quân  | 1997 | Canada Masters          | Cứng    | Chris Woodruff      | 5–7, 6–4, 3–6                      |
| Vô địch | 1999 | Monte-Carlo Masters     | Đất nện | Marcelo Ríos        | 6–4, 2–1, chấn thương              |
| Vô địch | 1999 | Rome Masters            | Đất nện | Patrick Rafter      | 6–4, 7–5, 7–6(8–6)                 |
| Á quân  | 2000 | Miami Masters           | Cứng    | Pete Sampras        | 1–6, 7–6(7–2), 6–7(5–7), 6–7(8–10) |
| Á quân  | 2000 | Rome Masters            | Đất nện | Magnus Norman       | 3–6, 6–4, 4–6, 4–6                 |
| Vô địch | 2000 | Hamburg Masters         | Đất nện | Marat Safin         | 6–4, 5–7, 6–4, 5–7, 7–6(7–3)       |
| Vô địch | 2001 | Monte-Carlo Masters (2) | Đất nện | Hicham Arazi        | 6–3, 6–2, 6–4                      |
| Á quân  | 2001 | Rome Masters            | Đất nện | Juan Carlos Ferrero | 6–3, 1–6, 6–2, 4–6, 2–6            |
| Vô địch | 2001 | Cincinnati Masters      | Cứng    | Patrick Rafter      | 6–1, 6–3                           |
| Á quân  | 2003 | Indian Wells Masters    | Cứng    | Lleyton Hewitt      | 1–6, 1–6                           |

#### Đôi: 1 (1 á quân)
| Kết quả | Năm  | Giải đấu      | Mặt sân  | Đồng đội       | Đối thủ                        | Tỷ số         |
| ------- | ---- | ------------- | -------- | -------------- | ------------------------------ | ------------- |
| Á quân  | 2002 | Paris Masters | Thảm (i) | Cédric Pioline | Nicolas Escudé Fabrice Santoro | 3–6, 6–7(6–8) |

## Chung kết ATP

#### Đơn: 29 (20 danh hiệu, 9 á quân)
| Giải đấu                            |
| ----------------------------------- |
| Grand Slam (3–0)                    |
| Year-end championships (1–0)        |
| ATP Masters Series (5–5)            |
| ATP International Series Gold (4–1) |
| ATP International Series (7–3)      |

| Mặt sân        |
| -------------- |
| Cứng (6–4)     |
| Đất nện (14–4) |
| Cỏ (0–0)       |
| Thảm (0–1)     |

| Kiểu sân          |
| ----------------- |
| Ngoài trời (18–8) |
| Trong nhà (2–1)   |

| Kết quả | Thắng-Thua | Ngày                 | Giải đấu                               | Mặt sân  | Đối thủ             | Tỷ số                              |
| ------- | ---------- | -------------------- | -------------------------------------- | -------- | ------------------- | ---------------------------------- |
| Vô địch | 1–0        | 8 tháng 6 năm 1997   | French Open, Paris, Pháp               | Đất nện  | Sergi Bruguera      | 6–3, 6–4, 6–2                      |
| Á quân  | 1–1        | 15 tháng 6 năm 1997  | Bologna, Ý                             | Đất nện  | Félix Mantilla      | 6–4, 2–6, 1–6                      |
| Á quân  | 1–2        | 3 tháng 8 năm 1997   | Montréal, Canada                       | Cứng     | Chris Woodruff      | 5–7, 6–4, 3–6                      |
| Vô địch | 2–2        | 26 tháng 7 năm 1998  | Stuttgart, Đức                         | Đất nện  | Karol Kučera        | 4–6, 6–2, 6–4                      |
| Vô địch | 3–2        | 4 tháng 10 năm 1998  | Majorca, Tây Ban Nha                   | Đất nện  | Carlos Moyá         | 6–7(5–7), 6–2, 6–3                 |
| Vô địch | 4–2        | 25 tháng 4 năm 1999  | Monte Carlo, Monaco                    | Đất nện  | Marcelo Ríos        | 6–4, 2–1, chấn thương              |
| Vô địch | 5–2        | 16 tháng 5 năm 1999  | Rome, Ý                                | Đất nện  | Patrick Rafter      | 6–4, 7–5, 7–6(8–6)                 |
| Vô địch | 6–2        | 5 tháng 3 năm 2000   | Santiago, Chile                        | Đất nện  | Mariano Puerta      | 7–6(7–3), 6–3                      |
| Á quân  | 6–3        | 2 tháng 4 năm 2000   | Miami, Mỹ                              | Cứng     | Pete Sampras        | 1–6, 7–6(7–2), 6–7(5–7), 6–7(8–10) |
| Á quân  | 6–4        | 14 tháng 5 năm 2000  | Rome, Italy                            | Đất nện  | Magnus Norman       | 3–6, 6–4, 4–6, 4–6                 |
| Vô địch | 7–4        | 21 tháng 5 năm 2000  | Hamburg, Đức                           | Đất nện  | Marat Safin         | 6–4, 5–7, 6–4, 5–7, 7–6(7–3)       |
| Vô địch | 8–4        | 11 tháng 6 năm 2000  | French Open, Paris, Pháp (2)           | Đất nện  | Magnus Norman       | 6–2, 6–3, 2–6, 7–6(8–6)            |
| Vô địch | 9–4        | 20 tháng 8 năm 2000  | Indianapolis, Mỹ                       | Cứng     | Marat Safin         | 3–6, 7–6(7–2), 7–6(7–2)            |
| Vô địch | 10–4       | 3 tháng 12 năm 2000  | Tennis Masters Cup, Lisbon, Bồ Đào Nha | Cứng (i) | Andre Agassi        | 6–4, 6–4, 6–4                      |
| Vô địch | 11–4       | 25 tháng 2 năm 2001  | Buenos Aires, Argentina                | Đất nện  | José Acasuso        | 6–1, 6–3                           |
| Vô địch | 12–4       | 4 tháng 3 năm 2001   | Acapulco, Mexico                       | Đất nện  | Galo Blanco         | 6–4, 6–2                           |
| Vô địch | 13–4       | 22 tháng 4 năm 2001  | Monte Carlo, Monaco (2)                | Đất nện  | Hicham Arazi        | 6–3, 6–2, 6–4                      |
| Á quân  | 13–5       | 13 tháng 5 năm 2001  | Rome, Ý                                | Đất nện  | Juan Carlos Ferrero | 6–3, 1–6, 6–2, 4–6, 2–6            |
| Vô địch | 14–5       | 10 tháng 6 năm 2001  | French Open, Paris, Pháp (3)           | Đất nện  | Àlex Corretja       | 6–7(3–7), 7–5, 6–2, 6–0            |
| Vô địch | 15–5       | 22 tháng 7 năm 2001  | Stuttgart, Đức (2)                     | Đất nện  | Guillermo Cañas     | 6–3, 6–2, 6–4                      |
| Vô địch | 16–5       | 12 tháng 8 năm 2001  | Cincinnati, Mỹ                         | Cứng     | Patrick Rafter      | 6–1, 6–3                           |
| Á quân  | 16–6       | 19 tháng 8 năm 2001  | Indianapolis, Mỹ                       | Cứng     | Patrick Rafter      | 2–4, chấn thương                   |
| Vô địch | 17–6       | 15 tháng 12 năm 2002 | Costa do Sauípe, Brazil                | Cứng     | Guillermo Coria     | 6–7(4–7), 7–5, 7–6(7–2)            |
| Loss    | 17–7       | 13 tháng 10 năm 2002 | Lyon, Pháp                             | Thảm (i) | Paul-Henri Mathieu  | 6–4, 3–6, 1–6                      |
| Vô địch | 18–7       | 12 tháng 1 năm 2003  | Auckland, New Zealand                  | Cứng     | Dominik Hrbatý      | 6–3, 7–5                           |
| Á quân  | 18–8       | 16 tháng 3 năm 2003  | Indian Wells, Mỹ                       | Cứng     | Lleyton Hewitt      | 1–6, 1–6                           |
| Vô địch | 19–8       | 26 tháng 10 năm 2003 | St. Petersburg, Nga                    | Cứng (i) | Sargis Sargsian     | 6–4, 6–3                           |
| Á quân  | 19–9       | 15 tháng 2 năm 2004  | Viña del Mar, Chile                    | Đất nện  | Fernando González   | 5–7, 4–6                           |
| Vô địch | 20–9       | 29 tháng 2 năm 2004  | Costa do Sauípe, Brazil (2)            | Đất nện  | Agustín Calleri     | 3–6, 6–2, 6–3                      |

#### Đôi: 10 (8 danh hiệu, 2 á quân)
| Giải đấu                            |
| ----------------------------------- |
| Grand Slam (0–0)                    |
| Year-end championships (0–0)        |
| ATP Masters Series (0–1)            |
| ATP International Series Gold (2–0) |
| ATP International Series (6–1)      |

| Mặt sân       |
| ------------- |
| Cứng (1–1)    |
| Đất nện (7–0) |
| Cỏ (0–0)      |
| Thảm (0–1)    |

| Kiểu sân         |
| ---------------- |
| Ngoài trời (8–1) |
| Trong nhà (0–1)  |

| Result  | Thắng-Thua | Ngày                 | Giải đấu                | Mặt sân  | Đồng đội          | Đối thủ                          | Tỷ số         |
| ------- | ---------- | -------------------- | ----------------------- | -------- | ----------------- | -------------------------------- | ------------- |
| Vô địch | 1–0        | 10 tháng 11 năm 1996 | Santiago, Chile         | Đất nện  | Fernando Meligeni | Dinu Pescariu Albert Portas      | 6–4, 6–2      |
| Vô địch | 2–0        | 13 tháng 4 năm 1997  | Estoril, Bồ Đào Nha     | Đất nện  | Fernando Meligeni | Andrea Gaudenzi Filippo Messori  | 6–2, 6–2      |
| Vô địch | 3–0        | 15 tháng 6 năm 1997  | Bologna, Ý              | Đất nện  | Fernando Meligeni | Dave Randall Jack Waite          | 6–2, 7–5      |
| Vô địch | 4–0        | 20 tháng 7 năm 1997  | Stuttgart, Đức          | Đất nện  | Fernando Meligeni | Donald Johnson Francisco Montana | 6–4, 6–4      |
| Vô địch | 5–0        | 12 tháng 7 năm 1998  | Gstaad, Thụy Sĩ         | Đất nện  | Fernando Meligeni | Daniel Orsanic Cyril Suk         | 6–4, 7–5      |
| Vô địch | 6–0        | 10 tháng 1 năm 1999  | Adelaide, Australia     | Cứng     | Nicolás Lapentti  | Jim Courier Patrick Galbraith    | 6–4, 6–4      |
| Vô địch | 7–0        | 5 tháng 3 năm 2000   | Santiago, Chile (2)     | Đất nện  | Antonio Prieto    | Lan Bale Piet Norval             | 6–2, 6–4      |
| Vô địch | 8–0        | 4 tháng 3 năm 2001   | Acapulco, Mexico        | Đất nện  | Donald Johnson    | David Adams Martín García        | 6–3, 7–6(7–5) |
| Á quân  | 8–1        | 15 tháng 9 năm 2002  | Costa do Sauípe, Brazil | Cứng     | André Sá          | Scott Humphries Mark Merklein    | 3–6, 6–7(1–7) |
| Á quân  | 8–2        | 3 tháng 11 năm 2002  | Paris, Pháp             | Thảm (i) | Cédric Pioline    | Nicolas Escudé Fabrice Santoro   | 3–6, 6–7(6–8) |